# Astragalus scaberrimus
Astragalus scaberrimus är en ärtväxtart som beskrevs av Aleksandr Andrejevitj Bunge. Astragalus scaberrimus ingår i släktet vedlar, och familjen ärtväxter. Inga underarter finns listade i Catalogue of Life.